# Boschi Sant’Anna
Boschi Sant'Anna település Olaszországban, Veneto régióban, Verona megyében. Lakosainak száma 1359 fő (2023. január 1.). Boschi Sant’Anna Bevilacqua, Legnago, Minerbe, Terrazzo és Terrazzo, Italy községekkel határos.

## Népesség
A település népességének változása:
| Lakosok száma | 1400 | 1390 | 1359 |
|               | 2017 | 2018 | 2023 |